# Matola
 Ovo je glavno značenje pojma Matola. Za druga značenja pogledajte Matola (razdvojba).
Matola je grad u Mozambiku, glavni grad mozambičke pokrajine Maputo. Nalazi se 12 km zapadno od glavnog grada, Maputoa. Kroz Matolu teče istoimena rijeka, koja se ulijeva u zaljev Maputo.
Industrijski je grad s važnom lukom za uvoz kroma i željezne rude iz Esvatinija i Južnoafričke Republike. Istodobno, luka služi za izvoz domaćeg ugljena. Tu su rafinerije, industrije cementa, aluminija, sapuna i umjetnog gnojiva.
Matola je 2007. imala 671.556 stanovnika, čime je bila drugi po veličini grad u državi.

## Gradovi prijatelji
- Loures, Portugal (od 1996.)